# KrOs I–IV
A KrOs I–IV egy  szerkocsisgőzmozdony-sorozat volt az osztrák-magyar Krakau-Oberschlesische Eisenbahnnál (KrOs).
A négy mozdonyt a Borsig építette 1847-ben Berlinben.
Amikor a KrOs-t 1850-ben államosították, a négy mozdony a k.k. Östliche Staatsbahn-hoz (ÖStB) került KRAKÓW, OSWIĘCIM, LEMBERG, TARNÓW neveken.
1858-ban az ÖStB-t eladták, a pálya egy része a KFNB-hez, egy része és a teljes járműpark a Galizische Carl Ludwig-Bahn-hoz (CLB) került. Így azután a négy mozdony is a CLB-é lett, ahol a KRAKÓW-t és a LEMBERG-et 1868-ban selejtezték. A másik két mozdony az 1 és 2 pályaszámokat kapta a számozási rendszerben, majd 1873-ban azokat is selejtezték.

## Fordítás
- Ez a szócikk részben vagy egészben  a   KrOs I–IV című német Wikipédia-szócikk fordításán alapul.  Az eredeti cikk szerkesztőit annak laptörténete sorolja fel. Ez a jelzés csupán a megfogalmazás eredetét és a szerzői jogokat jelzi, nem szolgál a cikkben szereplő információk forrásmegjelöléseként. - Az eredeti szócikk forrásai szintén ott találhatóak.